# Sydney Rowell
Pour les articles homonymes, voir Rowell.
Sydney Fairbairn Rowell (15 décembre 1894 - 12 avril 1975) est un militaire australien qui a servi comme chef d'état-major général du 17 avril 1950 au 15 décembre 1954.
En tant que vice-chef d'état-major général du 8 janvier 1946 au 16 avril 1950, il joua un rôle clé dans la réorganisation de l'armée après la Seconde Guerre mondiale et dans la grève du charbon australien de 1949. Cependant, il est surtout connu comme le commandant qui a été démis de ses fonctions lors de la campagne de la piste Kokoda.

## Biographie
En tant que jeune officier, Rowell a servi à Gallipoli mais a été renvoyé en Australie par la fièvre typhoïde en janvier 1916. La fin de la guerre a trouvé Rowell au rang inférieur à ses contemporains avec des records de guerre plus distingués, mais il a réussi à rattraper son retard dans la période d'après-guerre. Rowell a passé cinq ans dans l'armée britannique ou dans des collèges d'état-major britanniques, établissant des contacts précieux avec ses homologues britanniques. En 1939, il est nommé chef d'état-major de la 6e division et plus tard du Ier corps, servant à ce titre dans la bataille de Grèce et la campagne Syrie-Liban. En 1942, il commanda le Ier corps dans la campagne de la piste Kokoda mais fut limogé. Son ascension ultérieure pour devenir chef d'état-major général a démontré que les circonstances de son limogeage en 1942 étaient en effet extraordinaires.